# Sonja Petri
Sonja Petri (* 22. Februar 1963) ist eine ehemalige deutsche Leichtgewichts-Ruderin. Sie gewann bei Weltmeisterschaften eine Goldmedaille, eine Silbermedaille und zwei Bronzemedaillen.

## Sportliche Karriere
Sonja Petri wurde 1980 bei den Junioren-Weltmeisterschaften Vierte im Doppelzweier, im Jahr darauf gewann sie die Silbermedaille im Doppelvierer. Bei den Weltmeisterschaften 1983 wurde sie Achte im Doppelvierer.
Ab 1985 nahm sie viermal in Folge im Leichtgewichts-Vierer ohne Steuerfrau an Weltmeisterschaften teil. 1985 in Hazewinkel siegten Monika Wolf, Sonja Petri, Claudia Engels und Evelyn Herwegh mit über fünf Sekunden Vorsprung vor der Crew aus den Vereinigten Staaten. Im Jahr darauf bei den Weltmeisterschaften 1986 in Nottingham gewann das Boot aus den Vereinigten Staaten vor dem Boot aus dem Vereinigten Königreich. 0,28 Sekunden hinter den Britinnen wurden Claudia Engels, Ute Zobeley, Sonja Petri und Evelyn Herwegh Dritte. 1987 in Kopenhagen siegten die Ruderinnen aus den Vereinigten Staaten mit 0,34 Sekunden Vorsprung vor Kristiane Zimmer, Sonja Petri, Monika Wolf und Evelyn Herwegh. 1988 in Mailand erreichten die Chinesinnen das Ziel vor den Australierinnen, anderthalb Sekunden dahinter überquerten Kristiane Zimmer, Claudia Engels, Sonja Petri und Kathrin Schmack die Ziellinie als Dritte.
Sonja Petri ruderte für den Ruderclub Westfalen Herdecke 1929. Beim Deutschen Meisterschaftsrudern siegte sie 1986 und 1988 im Leichtgewichts-Vierer. Zuvor hatte sie bereits 1983 den Titel im Doppelvierer gewonnen.